# Jared Gage Smith
Jared Gage Smith ( 1866 -1957 ) fue un botánico y agrónomo estadounidense, con destacada actuación en la taxonomía de la familia de los pastos Poaceae.
Trabajó en investigaciones prácticas durante largos años en el Departamento de Agricultura de los Estados Unidos

## Algunas publicaciones
- 1895. Note on experimental grass gardens. Ed. USDA Division of Agrostology. Circular. 4 p.
- 1896. Saltbushes. Ed. USDA Division of Agrostology. Circular. 4 p.
- 1897. Cowpeas & Vigna catjange. 10 p.
- 1898. Gram, chick-pea, or Idaho pea. Ed. USDA Division of Agrostology. Circular. 4 p.
- 1899. Studies on American grasses, a synopsis of the genus eSitanione, × Jared G. Smith. Introduction × F. Lamson-Scribner. Ed. Gov. printing office. 21 p.
- 1903.  Agriculture in Hawaii. Ed. Hawaii Promotion Committee. 16 p.
- 1905. The common liver fluke in Hawaii (Distoma hepaticum). Ed. Hawaii Agr. Exp. Sta. Press bull. 7 p.
- 1908.  Agriculture in Hawaii. Ed. Evening bulletin print. 40 p.
- 1908. Smith, JG; QQ Bradford. The Ceara rubber tree in Hawaii. Ed. Gov. printing office. 30 p.
- 1924. Plantation sketches. Ed. The Advertiser Press. 3 p.
- 1944. The big five, - A Brief History of Hawaii's Largest Firms. Ed. The Advertiser Publ. Co. 3ª ed.

### Libros
- 1899. Grazing problems in the Southwest & how to meet them. Ed. Gov. printing office. 47 p.
- 1900. Fodder and forage plants, exclusive of the grasses. Ed. Gov. printing office. 86 p.
- 1900. Foreign seeds & plants imported by the Department of agriculture. Ed. USDA Nº 2701-3400. 86 p.
- 1906.  Report on agricultural investigations in Hawaii. Ed. Gov. printing office. 66 p.
- 1908. Failyer, GH; JG Smith; HR Wade. The Mineral composition of soil particles. Ed. Gov. printing office. 36 p.

- La abreviatura «J.G.Sm.» se emplea para indicar a Jared Gage Smith como autoridad en la descripción y clasificación científica de los vegetales.[2]

Se poseen 337 registros IPNI de sus identificaciones y clasificaciones de nuevas especies,las que publicaba habitualmente en :  U.S. Dept. Agric. Bull. Agrost.; U.S.D.A. Div. Bot. Circ.; Proc. Biol. Soc. Wash.; Canad. Journ. Bot.; Proc. Biol. Soc. Wash.; Bot. Gaz.; Missouri Bot. Gard. Rep.

## Honores
En su nombre se nombra a:
- (Poaceae) Melica smithii (Porter ex A.Gray) Vasey